# Деян Вукшич
Деян Вукшич (2 травня 1972, Котор) — чорногорський юрист і колишній директор Агентства національної безпеки , а також президент муніципальних зборів Котора з 28 жовтня 2020 року.

## Біографія
Деян Вукшич народився 2 травня 1972 року у Которі, колишній СР Чорногорія, СФР Югославія. У 1996 році закінчив юридичний факультет Університету Чорногорії та склав адвокатський іспит у 1999 році.
У період з 1998 до 1999 року  був експертом у суді першої інстанції в Которі, а з 1999 до 2001 року працював суддею цього ж суду.
З 2001 року адвокат, член Асоціації адвокатів та Ради директорів Асоціації адвокатів Чорногорії.
Є засновником і власником адвокатського бюро "Vukšić".
Одружений і має двох дітей, крім рідної сербської мови, також говорить англійською.